# Виноградово
Виногра́дово (рос. Виноградово) — село у складі Митищинського міського округу Московської області, Росія.

## Населення
Населення — 101 особа (2010; 96 у 2002).
Національний склад (станом на 2002 рік):
- росіяни — 87 %